# Violette Athletic Club
El Violette Athletic Club és un club de futbol haitià de la ciutat de Port-au-Prince.
El club fou fundat el 15 de maig de 1918. A data de 2009 és el segon club amb més títols del país, amb un total de 6, per darrere del RC Haïtien. També s'ha proclamat campió de la CONCACAF de futbol l'any 1984.

## Palmarès
- Coupe Vincent: [4]
  - 1939, 1951-52
- Campionat Nacional: [4]
  - 1994-95, 1999
- Copa haitiana de futbol: [5]
  - 1927, 1928, 1929, 1930, 1954, 1968, 1978
- Campionat de Port-au-Prince de futbol: [4]
  - 1926, 1936, 1939, 1954, 1957, 1968, 1972, 1976, 1978, 1979, 1983, 1989
- Copa de Campions de la CONCACAF: 
  - 1984

## Futbolistes destacats
- Alexandre Boucicaut
- Sebastien Vorbe
- Emmanuel Sanon